# 戒指

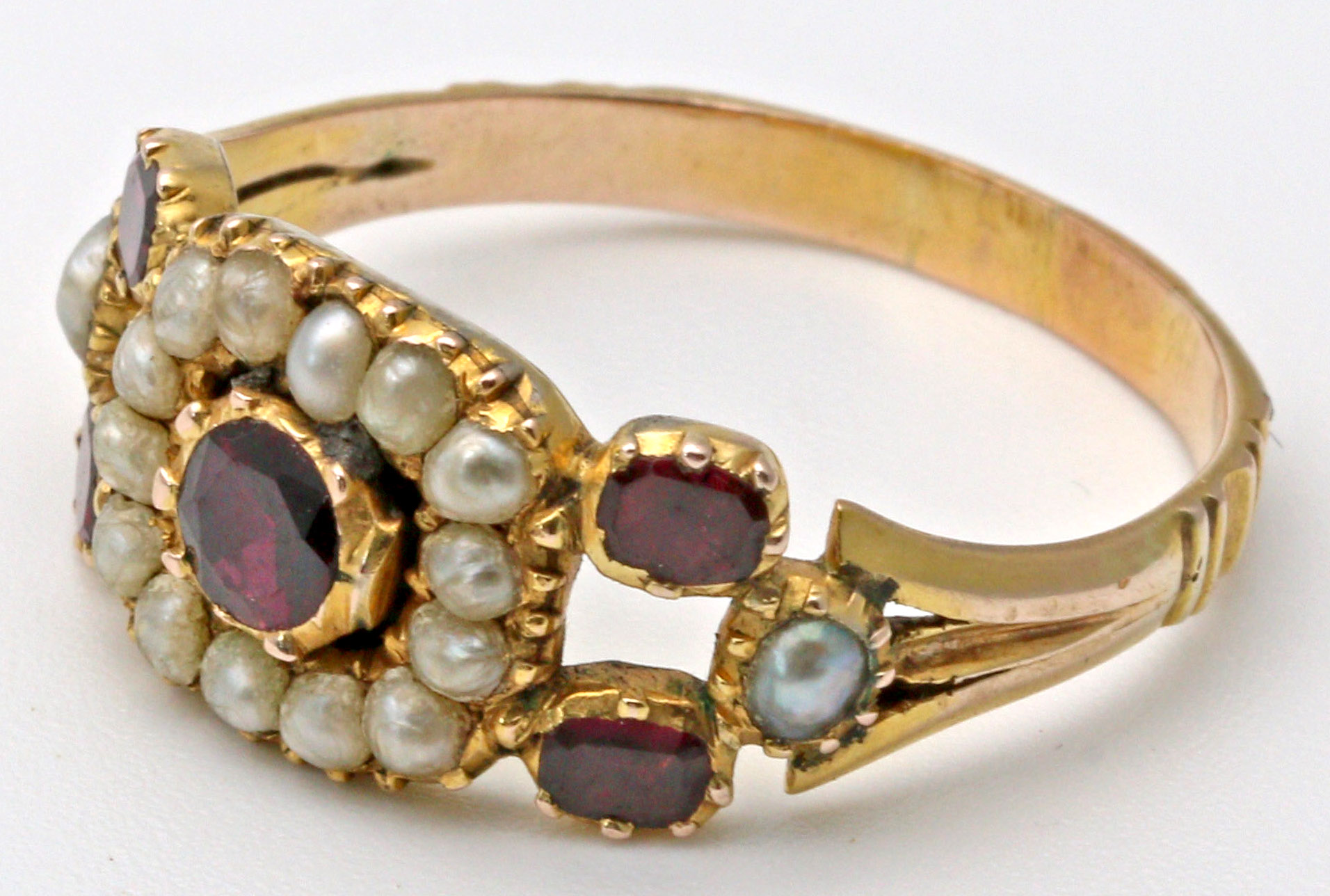
戒指

戒指是一种圓帶狀，可戴在手指上的珠宝首飾，女性和男性均會佩戴，可以由金属、宝石、陶瓷、塑料、木或骨质製造。

## 中國歷史
在秦朝，戒指專為後宮妃子所戴，左手戴金制戒指代表嬪妃已進入經期，暗示皇帝不得寵幸她。
在魏晉南北朝時期，戒指才成為婚姻定物。

## 戒指的佩戴与意义
有史以来，戒指被认为是爱情的信物。而戒指戴在不同手指所表示的意义也有所不同，不同的手指上的戒指表示不同的感情状态。戴左手的无名指上的戒指被认为是结婚戒指。关于结婚戒指戴在右手的无名指的国家和地域就越来越少了。而在很多地区戴在左手食指上被认为求爱，中指则表示热恋中，小拇指表示暂不恋爱或终身单身。在古罗马，戒指是作为印章，是權力的象征。[来源请求]
但在现代社会，戒指很多时候被珠宝商人为赋予许多意义，实则都是促销手段。

## 戒指的种类
- 字母戒
- 图形戒
- 镶嵌戒
- 花戒
- 素戒

## 外部連結
- Online Ring Sizer （页面存档备份，存于）